# Tréméoc
Tréméoc är en kommun i departementet Finistère i regionen Bretagne i västra Frankrike. Kommunen ligger i kantonen Pont-l'Abbé som tillhör arrondissementet Quimper. År 2022 hade Tréméoc 1 506 invånare.

## Befolkningsutveckling
Antalet invånare i kommunen Tréméoc
Referens:INSEE